# Штеренберг, Лазарь Ефимович
Лазарь Ефимович Штеренберг (19 августа [1 сентября] 1913, Житомир — 16 октября 2003, Россия) — советский и российский геолог, литолог и геохимик, доктор геолого-минералогических наук (1979).

## Биография
Родился 19 августа (1 сентября) 1913 года в городе Житомир, в семье Ефима (Хаима) Петровича и Розы (Рейзы Герш Беровны) Борисовны Штеренберг.
Учился в ФЗУ учеником токаря (1930).
Работал в тресте Коммунэнергострой (1932—1933).
В 1935 году окончил рабфак при Московском топливно-экономическом институте.
В 1935—1940 годах учился на геолого-разведочном факультете в Московском нефтяном институте.
В 1940—1946 году служил в РККА:
- 1940—1941 — Забайкальский военный округ, курсы младших лейтенантов (командир батареи)
- 1941—1942 — Монгольская Народная Республика (МНР)
- 1942—1946 — Забайкальский военный округ, МНР, война с Японией.

С 1946 года — геолог и начальник партии в Рудоуправлении Министерства химической промышленности СССР.
С 1951 года работал в Институте геологических наук АН СССР, который в 1956 году реорганизован в Геологический институт (ГИН АН СССР / ГИН РАН).
В 1957 году защитил кандидатскую диссертацию по теме «Типы антрацитовых углей среднего карбона Донецкого бассейна»
В 1962 году получил звание старший научный сотрудник в ГИН АН СССР.
В 1979 году защитил докторскую диссертацию по теме «Осадконакопление и диагенез в озёрах северной гумидной зоны (На примере Европейской части СССР)»
Автор более 100 научных трудов по геологии и месторождениям полезных ископаемых.
Умер[где?] 16 октября 2003 года.

## Семья
Брат — Владимир, начальник кафедры военного училища, инженер-полковник (1911—1974).
Сестра — Ольга, художник
Жена — Лидия Петровна (1918—2001)
- дочь Стелла (род. 1948).

## Награды и премии
- 1945 — Орден Красной Звезды
- 1945 — Медаль «За победу над Германией в Великой Отечественной войне 1941—1945 гг.»
- 1945 — Медаль «За победу над Японией»
- 1948 — Почётная грамота Президиума Верховного совета Таджикской ССР.

## Членство в организациях
- 1944 — член ВКП(б) / КПСС.